# المجلس الإستشاري الوطني (الجزائر)
المجلس الاستشاري الوطني في الجزائر هو البرلمان الانتقالي المكون من مجلس واحد والذي أنشأه المجلس الأعلى للأمن في 14 يناير 1992 لمساعدة المجلس الأعلى للدولة بعد توقف العملية الانتخابية لعام 1991.

## تاريخ
بعد استقالة الرئيس الشاذلي بن جديد من رئاسة الجمهورية الجزائرية، أنشأ المجلس الأعلى للأمن المجلس الاستشاري الوطني. وعُرِّف على أنه المسؤول عن مساعدة المجلس الأعلى الدولة في إنجاز مهمته، والمساهمة، تحت سلطة الأخير، وبصفة استشارية، في أي دراسة وتحليل وتقييم في الأمور التي تدخل في اختصاصه.
نُصب في 22 أبريل من نفس السنة من طرف رئيس المجلس الأعلى للدولة، محمد بوضياف. يُنتخب رضا مالك رئيساً للمجلس الاستشاري الوطني قبل استدعائه لقيادة الحكومة في أغسطس 1993.
تنتهي ولاية المجلس الاستشاري الوطني 31 يناير 1994 في نفس الوقت الذي انتهت فيه فترة ولاية المجلس الأعلى الدولة.
المجلس الوطني الانتقالي سيحل محل المجلس الاستشاري الوطني في 18 مايو 1994.

## التركيبة
وهي تتألف من 60 عضوًا عينوا بموجب مرسوم رئاسي، لضمان تمثيل موضوعي ومتوازن لجميع القوى الاجتماعية في تنوعها وحساسيتها.
- عمران أحجوج Amrane Ahdjoudj
- الحاج موسى أخاموخ
- محمد إفتسان
- ميلود بديار
- Merzak Bakhtache
- Mohamed Benblidia
- Zouaoui Benhamadi
- Faiza Benhadid Messaoudi
- Abdelbaki Benabdoun
- Mohamed Benmansour
- Mahfoud Benoun
- عبد الحميد بن هدوقة
- علي بن يحيى
- Mohamed Bouhadjar
- M'hamed Boukhobza
- Boualem Bourouiba
- Saïd Bouchaïr
- Mohamed Bouamar
- Abdelhak Boumechra
- Hachemi Bounadjar
- Ali Touati
- Mohamed Toumi
- Mohamed Djemaï
- حميد حجاج
- Assia Harbi
- Hocine Hannachi
- Smaïl Youcef Khodja
- Abdelaziz Khelfallah
- Abdelkader Khamri
- Mohamed Saïdi
- Zoheir Sekkal
- Hafid Senhadri
- Djamel Si Mohamed
- Tayeb Chérif
- El Ouardi Chaabani
- Hachemi Troudi
- محمد الشريف عباس
- Mohamed Abbaz
- Djaafar Abbas Turki
- Malika Abdelaziz
- Tahar Allane
- Haboub Ayad Ben Ahmed
- Mahfoud Ghezali
- Aomar Fakhar
- M'Hamed Ferhat
- El Hadi Flici
- Malika Greffou
- Abdelwahab Keramane
- Aïssa Kechida
- M'hamed Kihel
- مصطفى العرفاوي
- Mustapha Lacheraf
- Zineb Laouedj
- Mohamed Malek
- رضا مالك
- Ziane Messaad
- خليدة تومي
- Seghir Mostefaï
- Mohamed Saïd Mazouzi
- Abdeslam Menaa

## مواضيع ذات صلة
- الانتخابات التشريعية الجزائرية 1991
- المجلس الوطني الإنتقالي
- المجلس الأعلى للأمن
- المجلس الأعلى للدولة

## وصلات خارجية
- الموقع الرسمي للمجلس الشعبي الوطني.